# جاردوني

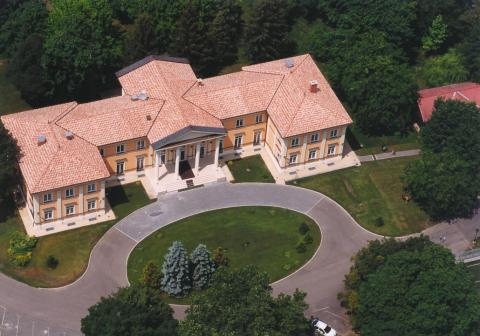
مبنى حكومة جاردوني

جاردوني هي مدينة في مقاطعة فيجر، المجر. تقع بجوار بحيرة Velence وجهة الصيف الشعبية. وتنقسم المدينة إلى ثلاثة أجزاء : جاردوني، أجارد، ودينيش. ويعتقد أن اسم جاردوني قد نشأ في وقت مبكر في القرن الثالث عشر. يعود تاريخها إلى 1260 التي أشارت إلى Gardun ملك زيغموند (1387-1437).
في 31 مارس 1989 Gárdony تغيير وضعها من قرية إلى مدينة.
في الصيف آلاف السياح يقومون بزيارة البحيرة. في الواقع لقد فتحت منتجعات جديدة عدة في الآونة الأخيرة على شاطئ البحيرة. ومن المعروف البحيرة كوجهة رائعة لجلب الأسرة والسياح، الذين يحبون الرياضات المائية مثل ركوب الزوارق والسباحة والإبحار وصيد الأسماك بما تتمتع به البحيرة من مقومات. ويتواجد على الشاطئ مرافق للكرة الطائرة، كرة السلة، والتنس، وكرة القدم. بالإضافة إلى ذلك، هناك خطط للعيش والترفيه طوال أشهر الصيف.
ولدت في جاردوني غيزا. ولد في Agárdpuszta ويقع له تمثال وسط حديقة أجارد وإصلاح كنيسة سانت آن، وهي الكنيسة الكاثوليكية من Dinnyés وبنيت على الطراز الباروكي. وتبعد العاصمة بودابست، 55 كيلومترا من جاردوني.

## معرض صور

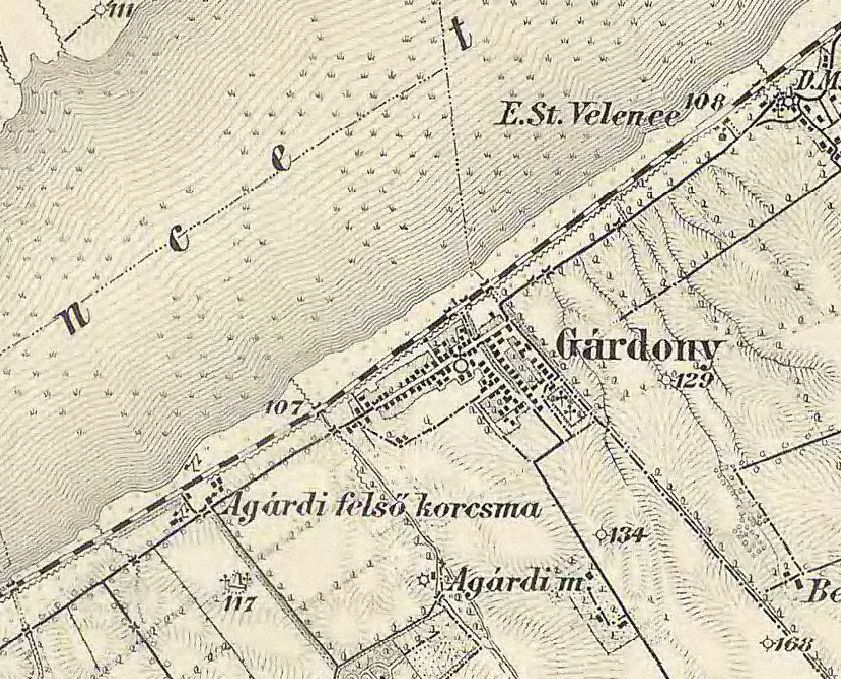
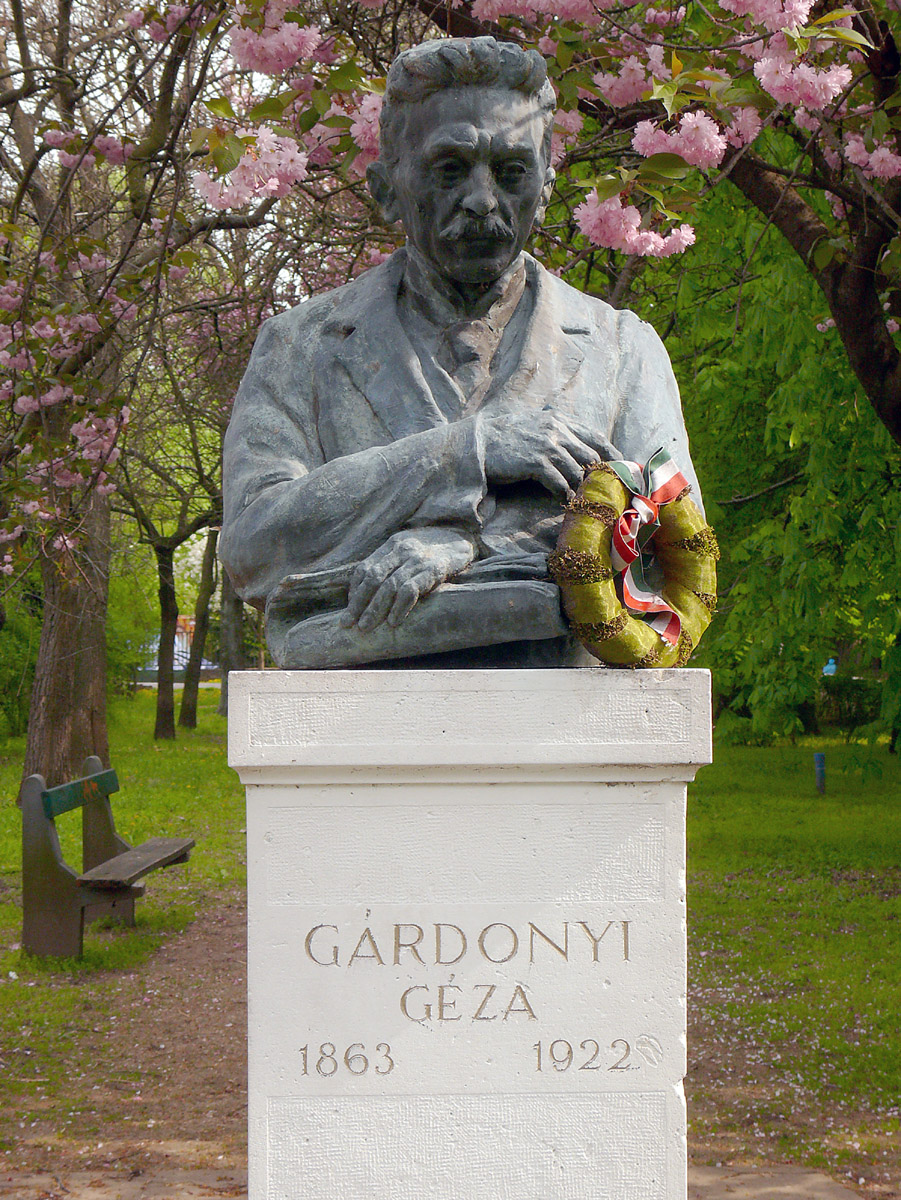
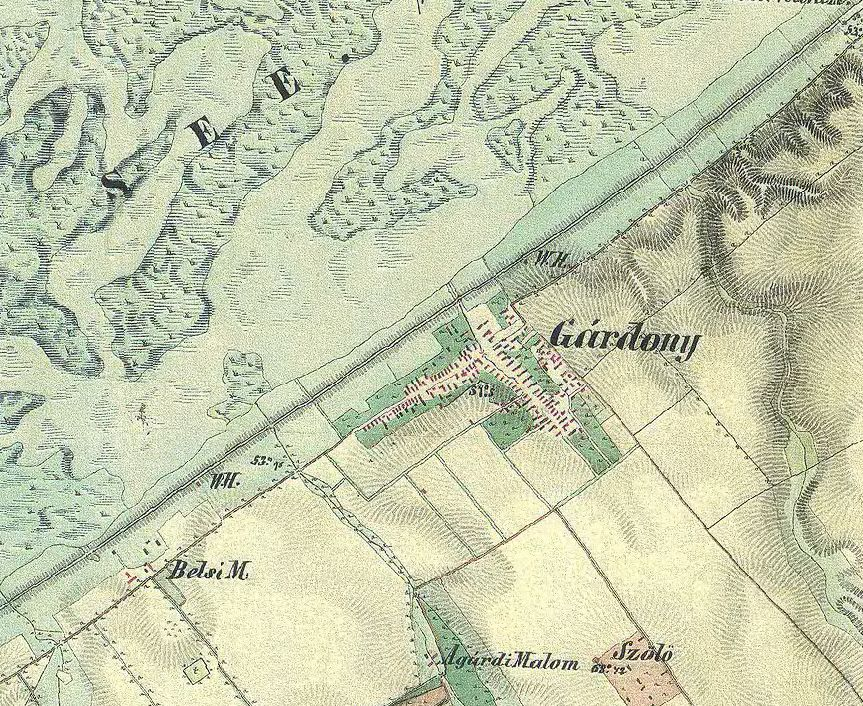
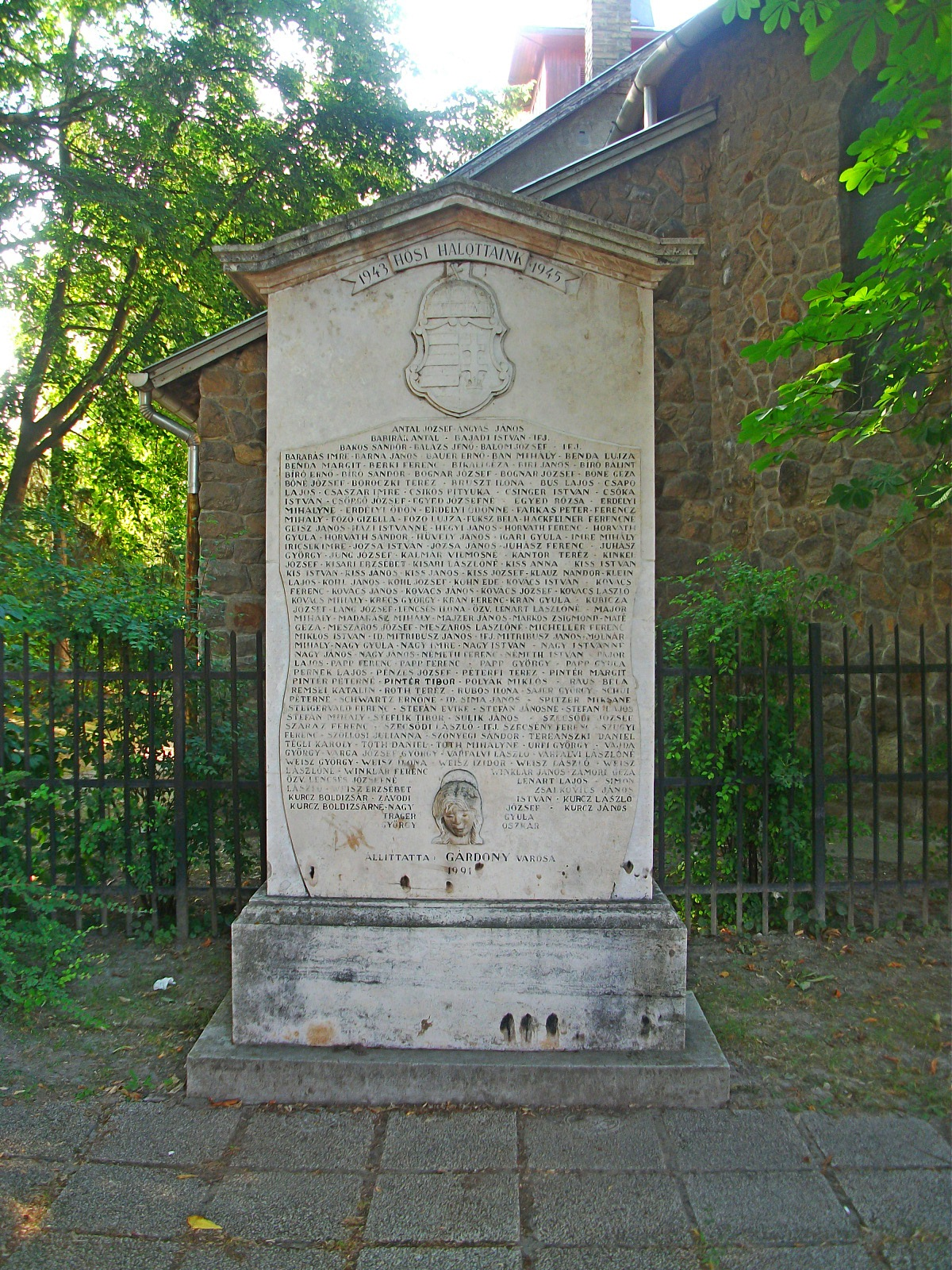
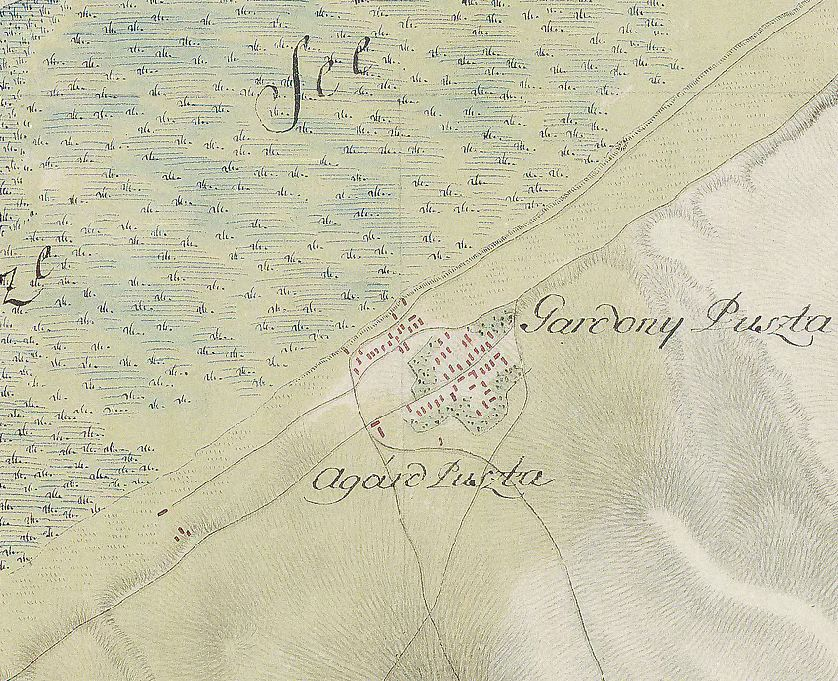

## توأمة
لجاردوني اتفاقيات توأمة مع كل من:
- Gieboldehausen [الإنجليزية]‏
- Halikko [الإنجليزية]‏
- Kirchbach, Carinthia [الإنجليزية]‏
- Mörlenbach [الإنجليزية]‏
- Żary [الإنجليزية]‏
- بوستباور هينغ [الإنجليزية]‏
- ليسكوين
- فاليا كريشولوي  [لغات أخرى]‏